# Sabina de la Cruz
Sabina de la Cruz García (Sestao, 1929 - Bilbao 27 de noviembre de 2020) fue una poetisa, crítica literaria y profesora universitaria española, que se dedicó a divulgar la obra literaria de su marido Blas de Otero a través de la fundación del mismo nombre.

## Biografía
Nacida en una familia de comerciantes, se sumergió en el ambiente cultural de Bilbao desde muy joven. Así conoció a numerosos intelectuales y artistas de la época, entre los que se encontraban Ángela Figuera, Agustín Ibarrola, Javier de Bengoechea, Vidal de Nicolás, Ángel Ortiz Alfau, Gabriel Celaya y el propio Blas de Otero.
Es doctora en Filología Románica y durante muchos años fue profesora de la Universidad Complutense de Madrid. Desde 1961 se dedicó a la investigación y divulgación de la obra literaria de Blas de Otero, creando y siendo presidenta de la fundación Blas de Otero. En 2002 fue galardonada con el premio ilustre de Bilbao. Falleció a los 91 años, el 27 de noviembre de 2020 a causa del coronavirus. Tras su fallecimiento, el Ayuntamiento de Sestao la nombra Hija Predilecta de la localidad y le da su nombre a la Biblioteca Municipal.

## Obras
- Historias fingidas y verdaderas (Alianza, Madrid, 1980)
- Contribución a una edición crítica de la obra literaria de Blas de Otero. Madrid: Universidad Complutense, 1983.
- La erotización del espacio en los poemas de amor de Blas de Otero. Eras literario. Madrid: Universidad Complutense, 1989.
- Blas de Otero, mediobiografía (Turner) (En colaboración con Mario Hernández)
- Poesía escogida de Blas de Otero, (Vicens Vives, Barcelona, 1995)
- Los poemas vascos de Blas de Otero (Ayuntamiento de Bilbao, 2002).
- El eterno retorno